# Канал Гент – Тернезен
Каналът Гент – Тернeзен (на нидерландски: Kanaal van Gent naar Terneuzen), известен също като „Морски канал“ (на нидерландски: Zeekanaal), е плавателен канал, свързващ Гент в Белгия с пристанището Тернезен на ръкава Вестерсхелде, част от устието на Схелде, в Нидерландия. Каналът осигурява на Белгия по-добър излаз на морето.

## История
Каналът е построен между 1823 и 1827 г. по инициатива на холандския крал Вилем I. Съгласно условията, договорени на Виенския конгрес, Белгия и Холандия по това време са обединена държава. След като Белгия се отделя през 1830 г., движението от и към Белгия е блокирано от холандците до 1841 г.
Между 1870 и 1885 г. каналът е разширен до дълбочина от шест и половина метра в центъра и до ширина от 17 метра в основата и 68 метра на нивото на повърхността; по протежение на белгийския сектор се изграждат мостове.
По-нататъшното развитие и голямото разширяване на канала се извършват през следващия век, най-вече в началото на 60-те години.
През февруари 2015 г. Фландрия и Холандия подписват договор за изграждането на нов шлюз в Тернезен, който трябва да бъде завършен през 2021 г. и струва 920 милиона евро. Новият шлюз е приблизително със същия размер като тези на едновремешния проект за разширяване на Панамския канал.
Днес каналът Гент – Тернезен е широк 200 m и дълъг 32 km, като може да побира кораби с тонаж до 125 000 t бруто. Най-големият разрешен размер на корабите, влизащи в канала, е увеличен съответно до 265 m дължина и 34 m ширина, с газене до 12,5 m.